# Elisabeth von Matt
Elisabeth von Matt (1762 – 1814) è stata un'astronoma austriaca.
Attiva tra la fine del XVIII e l'inizio del XIX secolo, è considerata l'unica scienziata donna ad aver pubblicato le sue osservazioni su riviste di astronomia europee durante il periodo. Ha lavorato principalmente nell'astronomia posizionale, documentando gli asteroidi Pallade e Giunone.

## Biografia
Elisabeth von Matt (nata Humelauer) era una baronessa che viveva a Vienna. Lì costruì un osservatorio privato e ordinò l'attrezzatura necessaria per osservare il cielo. Le sue osservazioni furono pubblicate in Astronomisches Jahrbuch di Bode e Monatliche Correspondenz di Franz Xaver von Zach. Oltre ai suoi contributi alle misurazioni dell'epoca, von Matt ha sostenuto il progresso nel campo dell'astronomia aprendo all'uso del suo osservatorio a Johann Tobias Bürg, che era il suo mentore, e assistendo nella fornitura di libri e strumenti nella comunità.

## Eredità
Il botanico austriaco Josef August Schultes chiamò il genere vegetale Mattia proprio in onore di von Matt nel 1809; lo stesso, tuttavia, ora è elencato come sinonimo di Rindera. Poi, nel 1915, in suo onore fu chiamato anche Mattiastrum, un genere di piante da fiore dell'Asia centrale, appartenente alla famiglia delle Boraginaceae.
Il pianeta minore 9816 von Matt, scoperto nel 1960 da Cornelis Johannes van Houten e I. van Houten-Groeneveld, prende il nome proprio da von Matt. Due strumenti di proprietà di von Matt, un sestante prodotto da Edward Troughton e un cronometro prodotto da John Arnold (orologiaio), sono conservati nella collezione dell'Osservatorio di Vienna presso l'Università di Vienna.